# Patinage artistique aux Jeux olympiques de 1920
Navigation
Londres 1908 Chamonix 1924

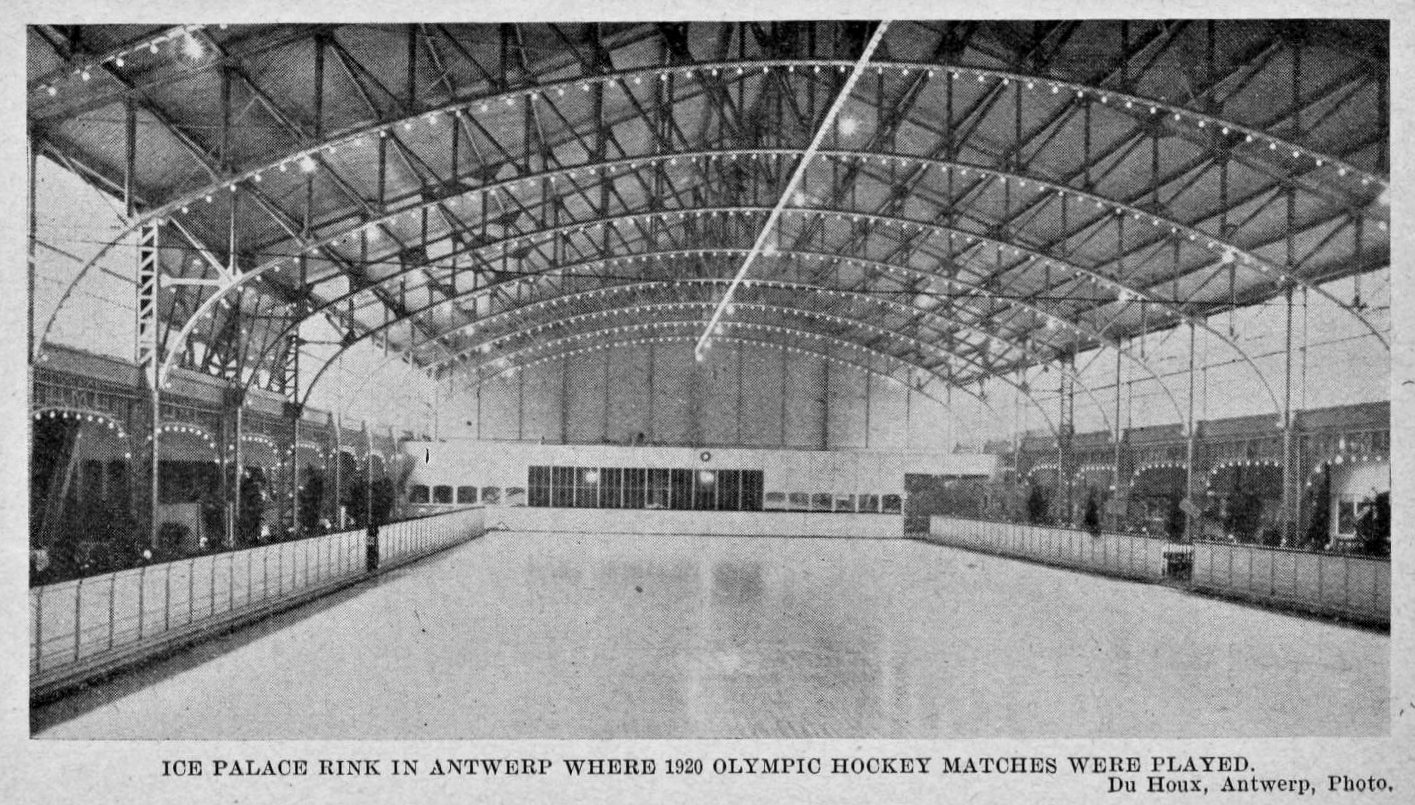
Palais de glace d'Anvers

Les épreuves de patinage artistique aux Jeux olympiques de 1920 se déroulent du 24 au 26 avril 1920 au palais de glace d'Anvers en Belgique. 
Stockholm ayant réussi à évacuer des Jeux olympiques de 1912 tout ce qui pouvait ressembler à des sports d'hiver, le patinage artistique revient donc aux Jeux d'Anvers après l’intermède de la Première Guerre mondiale.
Les compétitions regroupent huit pays et vingt-six athlètes (quatorze hommes et douze femmes). 
Trois épreuves sont disputées :
- Concours Messieurs (le 25 et 26 avril à 11h, 14h et 10h, figures imposées et le 27 avril à 22h, programme libre).
- Concours Dames (le 24 avril à 14h, figures imposées et à 22h, programme libre)
- Concours Couples (le 26 avril)

## Participants
26 patineurs de 8 nations participent aux Jeux olympiques d'été de 1920 : 14 hommes et 12 femmes.
À la suite de la Première Guerre mondiale, les délégations allemandes et autrichiennes ne sont pas invitées à participer aux jeux.
La Belgique, la Finlande, la France, la Norvège et la Suisse participent pour la première fois aux épreuves de patinage artistique des Jeux olympiques.
| Pays        | Participants Hommes                             | Participantes Femmes                             | Nombre d'hommes | Nombre de femmes | Nombre total |
| ----------- | ----------------------------------------------- | ------------------------------------------------ | --------------- | ---------------- | ------------ |
| Belgique    | Georges Wagemans                                | Georgette Herbos                                 | 1               | 1                | 2            |
| États-Unis  | Nathaniel Niles                                 | Theresa Weld                                     | 1               | 1                | 2            |
| Finlande    | Sakari Ilmanen Walter Jakobsson                 | Ludowika Jakobsson                               | 2               | 1                | 3            |
| France      | Charles Sabouret                                | Simone Sabouret                                  | 1               | 1                | 2            |
| Norvège     | Yngvar Bryn Andreas Krogh Martin Stixrud        | Alexia Bryn Ingrid Gulbrandsen Margot Moe        | 3               | 3                | 6            |
| Royaume-Uni | Kenneth Beaumont Sydney Wallwork Basil Williams | Madeleine Beaumont Phyllis Johnson Ethel Muckelt | 3               | 3                | 6            |
| Suède       | Gillis Grafström Ulrich Salchow                 | Magda Julin Svea Norén                           | 2               | 2                | 4            |
| Suisse      | Alfred Mégroz                                   |                                                  | 1               | 0                | 1            |
| Total       | Total                                           | Total                                            | 14              | 12               | 26           |

## Podiums
| Épreuves                      | Or                                    | Argent                    | Bronze                           |
| ----------------------------- | ------------------------------------- | ------------------------- | -------------------------------- |
| Messieurs résultats détaillés | Gillis Grafström                      | Andreas Krogh             | Martin Stixrud                   |
| Dames résultats détaillés     | Magda Julin                           | Svea Noren                | Theresa Blanchard                |
| Couples résultats détaillés   | Ludowika Jakobsson / Walter Jakobsson | Alexia Bryn / Yngvar Bryn | Phyllis Johnson / Basil Williams |

## Tableau des médailles
| Rang  | Pays        | Médaille d'or, Jeux olympiques | Médaille d'argent, Jeux olympiques | Médaille de bronze, Jeux olympiques | Total |
| 1     | Suède       | 2                              | 1                                  | 0                                   | 3     |
| 2     | Finlande    | 1                              | 0                                  | 0                                   | 1     |
| 3     | Norvège     | 0                              | 2                                  | 1                                   | 3     |
| 4     | États-Unis  | 0                              | 0                                  | 1                                   | 1     |
| 4     | Royaume-Uni | 0                              | 0                                  | 1                                   | 1     |
| Total | Total       | 3                              | 3                                  | 3                                   | 9     |

## Détails des compétitions

### Messieurs
| Rang | Nom              | Nation      | Places | Points   | Fig. impo. | Prog. libre |
| ---- | ---------------- | ----------- | ------ | -------- | ---------- | ----------- |
| 1    | Gillis Grafström | Suède       | 7.0    | 2.838,50 | 1          | 1           |
| 2    | Andreas Krogh    | Norvège     | 18.0   | 2.634,00 | 3          | 3           |
| 3    | Martin Stixrud   | Norvège     | 24.5   | 2.561,50 | 4          | 2           |
| 4    | Ulrich Salchow   | Suède       | 25.5   | 2 472,50 | 2          | 5           |
| 5    | Sakari Ilmanen   | Finlande    | 30.0   | 2 458,00 | 5          | 4           |
| 6    | Nathaniel Niles  | États-Unis  | 49.0   | 2 032,00 | 7          | 6           |
| 7    | Basil Williams   | Royaume-Uni | 49.5   | 2 005,50 | 6          | 9           |
| 8    | Alfred Mégroz    | Suisse      | 52.5   | 1 976,25 | 8          | 7           |
| 9    | Kenneth Beaumont | Royaume-Uni | 59.0   | 1 838,25 | 9          | 8           |

### Dames
| Rang | Nom                | Nation      | Places | Points | Fig. impo. | Prog. libre |
| ---- | ------------------ | ----------- | ------ | ------ | ---------- | ----------- |
| 1    | Magda Julin        | Suède       | 12.0   | 913,50 | 1          | 4           |
| 2    | Svea Norén         | Suède       | 12.5   | 887,75 | 2          | 3           |
| 3    | Theresa Weld       | États-Unis  | 15.5   | 898,00 | 5          | 1           |
| 4    | Phyllis Johnson    | Royaume-Uni | 18.5   | 869,50 | 3          | 5           |
| 5    | Margot Moe         | Norvège     | 22.5   | 859,75 | 4          | 6           |
| 6    | Ingrid Gulbrandsen | Norvège     | 24.0   | 847,50 | 6          | 2           |

### Couples
| Rang | Nom                                   | Nation      | Places | Points |
| ---- | ------------------------------------- | ----------- | ------ | ------ |
| 1    | Ludowika Jakobsson / Walter Jakobsson | Finlande    | 7.0    | 80,75  |
| 2    | Alexia Bryn / Yngvar Bryn             | Norvège     | 15.5   | 72,75  |
| 3    | Phyllis Johnson / Basil Williams      | Royaume-Uni | 25.0   | 66,25  |
| 4    | Theresa Weld / Nathaniel Niles        | États-Unis  | 28.5   | 62,50  |
| 5    | Ethel Muckelt / Sydney Wallwork       | Royaume-Uni | 34.0   | 61,25  |
| 6    | Georgette Herbos / Georges Wagemans   | Belgique    | 41.5   | 56,00  |
| 7    | Simone Sabouret / Charles Sabouret    | France      | 45.5   | 56,25  |
| 8    | Madeleine Beaumont / Kenneth Beaumont | Royaume-Uni | 55.0   | 48,25  |